# Əlməkolu
Əlməkolu è un comune dell'Azerbaigian situato nel distretto di Siyəzən.